# Carnavals d'Ituren i Zubieta
Els Carnavals d'Ituren i Zubieta són una festa d'interès turístic que es desenvolupen a les localitats Ituren i Zubieta, a la comarca de l'Alt Bidasoa, a la vall de Malerreka (Navarra). Es desenvolupen en l'última setmana de gener.
Ambdues localitats navarreses s'anticipen a les dates oficials del carnestoltes per celebrar-ne un de molt singular l'última setmana de gener. L'acte central ho componen sengles desfilades dels Joaldun, que es realitza pels carrers de Ituren el dimarts, i per les de Zubieta el dilluns.
En aquest acte festiu participen els veïns de tots dos pobles, recorrent els carrers abillats amb avarques, enaguas de puntetes, pellisses d'ovella a la cintura i espatlles, mocadors de colors al coll, capells cònics amb cintes, i un hisop de crineres de cavall a la seva mà dreta.
El motiu pel qual aquesta festivitat carnavalesca s'anticipa al calendari és perquè cap als anys 70, els organitzadors així ho decidiren per tal que, al mes de febrer, pogués començar sense retard la tala d'arbres, feina que antigament ocupava la gran majoria dels homes d'ambdues poblacions.

## Personatges

### Joaldunak
Els Joaldunak són comparses tradicionals d'homes amb esquellots de grans dimensions (pulunak) que a vegades van acompanyades de la figura totèmica de l'hartza – “l'os”. Amb el seu pas ordenat en files amunt i avall del pobles, els joalduns fan sonar els esquellots per despertar l'esperit de la primavera i la natura i fer fora els mals esperits de l'hivern.
Als carnestoltes d'Ituren i Zubieta, els Joaldunak tenen un paper important. De fet, el dilluns i dimarts de l'última setmana de gener, fan els tres quilòmetres que separen els dos pobles cap als volts de migdia. El dilluns és el torn dels de Zubieta. Els del barri d'Aurtitz (petita població que pertany a Ituren) els donen la benvinguda i junts es dirigeixen a Latsagara, passant pel pont de Zubizburu per a finalment reunir-se amb els Joaldunak d'Ituren. Tots junts travessen el poble d'Ituren i acaben a la plaça del poble. El dimarts es fa a l'inrevés i els Joaldunak d'Ituren fan el camí invers fins a Zubieta de la mateixa forma.
Els Joaldunak vesteixen enagos de randa, avarques, armilles d'ovella als muscles i a la cintura, mocadors de colors (generalment de quadres blaus) al coll, capells cònics amb cintes, hisops de cua de cavall i una multitud d'esquellots subjectes als ronyons. Aquests esquellots han de sonar a l'uníson en caminar acompassats tots els integrants del grup.
La diferència entre els Joaldunak d'un i un altre poble és que la indumentària dels Joaldunak d'Ituren no inclou la pell amb els dos esquellots petits sobre la camisa, que és blanca, i que el mocador del coll és més petit i de quadres blaus.
Anteriorment, els Joaldunak també duien un mocador negre que els amagava el rostre, però arran de les prohibicions franquistes aquesta peça va desaparèixer de la vestimenta tradicional i no s'ha recuperat més.

### Mozorruak
Els mozorruak són persones disfressades amb motius diversos que tendeixen a jugar amb el transvestisme, la inversió de rols i parodiar figures o feines rurals. Són les figures que donen vida i pretenen mostrar que tot està animat, des dels objectes més industrials creats per l'home fins a la matèria més primària de la natura.
Porten el rostre enmascarat i dins de la festa actuen amb total llibertat sense que ningú sàpiga qui són. Van armats amb eines del camp: forques, destrals, dalles, masses i joncs, carretons, cistells, serres de mà i també mecàniques i fins i tot tractors. Tot i que no fan mal a ningú, miren d'espantar i fer males passades als assistents. La seva indumentària està construïda a partir de robes velles i objectes variats. Entre els materials utilitzats per revestir-se destaquen els sacs d'arpillera i les pells d'animals acabats d'escorxar.
Els mozorruak actuen de forma caòtica, s'apoderen de l'espai públic i increpen l'audiència. Ccom a mals esperits, són expulsats de la plaça per l'arribada de la gran formació de joaldunak, que entre les tres colles poden sumar més de seixanta.
No existeixen personatges amb caràcter fix, L'únic “mossorro” amb caràcter més permanent és l'hartza (l'os).

### Hartza
Hartza és com s'anomena l'os en eusquera, (etimològicament prové de l'arrel cèltica art, una de les més antigues per designar el plantígrad). La importància de l'os en els carnavals ancestrals es deu al simbolisme que el vincula amb l'anunci de la fí de l'hivern i l'arribada de la primavera. L'os, animal que es retira a hibernar durant la cruesa de l'hivern, es desperta així que comença a minvar el mal temps. El seu retorn, afamat, és el prenunci del renaixement de la vida a les muntanyes, passant doncs a simbolitzar la renovació del cicle de la vida. La primavera, alhora, és el període por excel·lència de la prosperitat agrícola i l'abundància. Així mateix, l'os és un animal totèmic: és temut i respectat a parts iguals, tant per la seva fesomia antropomòrfica com pels estralls que causa esporàdicament en els corrals de bestiar, pel qual ha de ser caçat així que surt del seu cau.
Al carnaval d'Ituren i Zubieta, el personatge de l'Hartza és considerat un mozorruak, tot i que és l'únic d'aquests que té un rol clar i una indumentària tradicional. Es tracta d'una figura imponent totalment peluda i cornuda que quan surt la seva presència adquireix notorietat a la festa. La seva vestimenta, molt pesada, està feta a partir de les pells i ornaments de l'ovella latxa autòctona. La testa, que també està tota coberta de pell, consta d'un casc de paleta on se li han fixat les pesades banyes d'un mardà.
L'hartza va en tot moment menat per l'hartzazain, un emmascarat de pastor (artzain) que duu un pal amb què de tant en tant assota la bèstia encadenada. L'hartza i l'hartzazain, formen una parella inseparable que recorda la idea popular basca de què l'hartza és la part maleïda de l'artzain. Una figura desdoblada i encadenada, en què una intenta dominar l'altre.
Com a mozorruak, l'hartza actua com a tal, perseguint la gentada, tot i de tant en tant rep un cop de bastó del seu menador. Però quan surt no desfila amb els mozorruak sinó que acompanya de principi a fi la colla de joaldunak. La seva figura destaca entremig de les fileres de joalduns, on s'hi passeja amb els braços aixecats. Als joaldunak de Zubieta no és tradicional que els acompanyi la figura de l'os. En canvi, la seva figura és més freqüent als d'Ituren i Aurtitz.
El fet que els Joalduns antigament duguessin la cara tapada amb un mocador negre sembla vinculat amb la creença de què cal que l'os ho vegi tot fosc perquè surti definitivament del seu cau i per tant, pugui arribar la primavera. Doncs, segons la tradició, l'os només dona per acabada la hibernació si quan treu el cap ho veu tot fosc – amb relació a si és lluna nova. En aquest sentit, les màscares negres serien, doncs, un recurs per atraure l'os i tot el que representa. En aquest sentit, hi hauria una gran similitud entre la figura dels joalduns i els zarramacos de Silió (Cantàbria), homes abillats amb pells ovines, grans esquelles i el rostre ensutjat que exalten, i finalment apallissen, un emmascarat d'os menat per un home que duu la cara tota pintada de negre. També serien semblants amb les trangas del carnaval de Bielsa (Pirineu Aragonès), joves amb pells, esquelles i el rostre també ensutjat que interactuen amb la figura de l'onso.